# مارسيل داليو
مارسيل داليو (بالفرنسية: Marcel Dalio )‏
```
(و. 
1900 – 1983 
م
) هو 
ممثل
 فرنسي، ولد في 
باريس
[
1
]
، بدأ مشواره المهني سنة 1931، توفي في 
باريس
[
2
]
، عن عمر يناهز 83 عاماً.
```

## وصلات خارجية
- مارسيل داليو على موقع IMDb (الإنجليزية)
- مارسيل داليو على موقع الموسوعة البريطانية (الإنجليزية)
- مارسيل داليو على موقع روتن توميتوز (الإنجليزية)
- مارسيل داليو على موقع ألو سيني (الفرنسية)
- مارسيل داليو على موقع تيرنر كلاسيك موفيز (الإنجليزية)
- مارسيل داليو على موقع أول موفي (الإنجليزية)
- مارسيل داليو على موقع قاعدة بيانات الأفلام السويدية (السويدية)
- مارسيل داليو على موقع إن إن دي بي (الإنجليزية)
- مارسيل داليو على موقع قاعدة بيانات الفيلم (الإنجليزية)
- مارسيل داليو على موقع كينوبويسك (الروسية)